# Rıfat Çalışkan
Rıfat Çalışkan (* 10. Juli 1940 in Konya; †  2009 ebenda) war ein türkischer Radrennfahrer.

## Sportliche Laufbahn
Çalışkan war Straßenradsportler und auch im Bahnradsport aktiv. Er war Teilnehmer der Olympischen Sommerspiele 1972 in München. Im olympischen Straßenrennen schied er aus. 1963 gewann er die Marmara Turu, eine internationale Rundfahrt über sechs Etappen. 1965 siegte er in der Türkei-Rundfahrt. 1967 kam er auf den zweiten Rang hinter Dimitar Kotew. In der Bulgarien-Rundfahrt und in der Jugoslawien-Rundfahrt gewann er als erster Türke jeweils eine Etappe. Bei den Mittelmeerspielen 1971 gewann er in der Mannschaftsverfolgung die Bronzemedaille. Von 1962 bis 1966 startete er bei den Straßenradsport-Weltmeisterschaften im Amateurrennen. Ihm zu Ehren wurde das Rıfat Çalışkan -Kriterium in Bursa begründet.

## Berufliches
Nach den Olympischen Spielen 1972 wurde er Trainer im Radsport und betrieb einen Fahrradhandel.